# Belgian Beachvolley Championship 2008
Het Smat Belgian Beachvolley Championship was het open Belgische kampioenschap beachvolleybal in 2008. Het was een circuit bestaande uit 10 toernooien verspreid over het hele land en de finales waren in Knokke. Het circuit was een organisatie van Dialogic, SKS Sports en de K.B.V.B.V. De Belgisch kampioenen van vorig jaar waren bij de dames Liesbet Van Breedam en Liesbeth Mouha, die voor België deelnamen aan de Olympische Zomerspelen in Peking, en Ward Coucke en Audry Frankart bij de heren.

## Kalender en resultaten

### Heren
| Datum                 | Plaats           | 1e plaats             | 2e plaats            | 3e plaats                                        | 4e plaats |
| --------------------- | ---------------- | --------------------- | -------------------- | ------------------------------------------------ | --------- |
| 11/05/'08 - 12/05/'08 | Gent             | Frankart-Van Kerkhove | Roelandt-Verschueren | De Beleyr-Deleersnijder en Haesevoets-Van Looy   | /         |
| 31/05/'08 - 01/06/'08 | Antwerpen        | Joosen-Melis          | Andelhof-Devoldere   | Frankart-Van Kerkhove en De Beleyr-Deleersnijder | /         |
| 07/06/'08 - 08/06/'08 | Kortrijk         | Joosen-Melis          | Roelandt-Verschueren | De Beleyr-Deleersnijder en Coucke-Frankart       | /         |
| 21/06/'08 - 22/06/'08 | Ieper            | Joosen-Melis          | Coucke-Frankart      | Haesevoets-Van Looy en De Beleyr-Deleersnijder   | /         |
| 28/06/'08 - 29/06/'08 | Sint-Niklaas     | Joosen-Melis          | Coucke-Frankart      | Derom-De Bie en Roelandt-Hoho                    | /         |
| 05/07/'08 - 06/07/'08 | Waremme          | Roelandt-Hoho         | Joosen-Melis         | De Beleyr-Deleersnijder en Jadot-Jadot           | /         |
| 12/07/'08 - 13/07/'08 | Blankenberge     | Joosen-Melis          | Delanghe-Steppe      | Roelandt-Hoho en De Beleyr-Deleersnijder         | /         |
| 20/07/'08 - 21/07/'08 | Leuven           | Joosen-Melis          | Deroey-Deroey        | Frankart-Derom en Van Kerkhove-Deleersnijder     | /         |
| 26/07/'08 - 27/07/'08 | Oostende         | Joosen-Melis          | Roelandt-Hoho        | Andelhof-Devoldere en Coucke-Frankart            | /         |
| 02/08/'08 - 03/08/'08 | Duinbergen       | Joosen-Melis          | Achten-Gofflo        | De Beleyr-Deleersnijder en Kempenaers-Depestele  | /         |
| 08/08/'08 - 10/08/'08 | Knokke (masters) | ?                     | ?                    | ?                                                | ?         |

### Dames
| Datum                 | Plaats           | 1e plaats              | 2e plaats                | 3e plaats                                          | 4e plaats |
| --------------------- | ---------------- | ---------------------- | ------------------------ | -------------------------------------------------- | --------- |
| 11/05/'08 - 12/05/'08 | Gent             | Renneboogh-Vindevoghel | Van Bree-Lowette         | Bruyneel-Vandesteene en Verstrepen-Dolezalova      | /         |
| 31/05/'08 - 01/06/'08 | Antwerpen        | Renneboogh-Vindevoghel | Lieckens-Lieckens        | David-Vandenbussche en Van Bree-Lowette            | /         |
| 07/06/'08 - 08/06/'08 | Kortrijk         | Van Bree-Lowette       | Renneboogh-Vindevoghel   | De Baets-De Neef en Bruyneel-Vandesteene           | /         |
| 21/06/'08 - 22/06/'08 | Ieper            | Van Bree-Lowette       | David-Vandenbussche      | Piatkowska-Van Landeghem en Renneboogh-Vindevoghel | /         |
| 28/06/'08 - 29/06/'08 | Sint-Niklaas     | Van Bree-Lowette       | Sylverans-Degryse        | De Baets-De Neef en David-Vandenbussche            | /         |
| 05/07/'08 - 06/07/'08 | Waremme          | Van Bree-Lowette       | Renneboogh-Vindevoghel   | Piatkowska-Van Landeghem en De Baets-De Neef       | /         |
| 12/07/'08 - 13/07/'08 | Blankenberge     | Renneboogh-Vindevoghel | David-Vandenbussche      | Van Bree-Lowette en Lieckens-Lieckens              | /         |
| 20/07/'08 - 21/07/'08 | Leuven           | Van Bree-Lowette       | Piatkowska-Van Landeghem | Sylverans-Degryse en Renneboogh-Vindevoghel        | /         |
| 26/07/'08 - 27/07/'08 | Oostende         | Van Bree-Lowette       | Külms-Kiens              | Lieckens-Lieckens en Renneboogh-Vindevoghel        | /         |
| 02/08/'08 - 03/08/'08 | Duinbergen       | Lieckens-Lieckens      | Bruyneel-Vandesteene     | Van Bree-Lowette en David-Vandenbussche            | /         |
| 08/08/'08 - 10/08/'08 | Knokke (masters) | ?                      | ?                        | ?                                                  | ?         |